# Kadaixman-Enlil I
Kadaixman-Enlil I o Kadašman-Enlil I va ser un rei cassita de Babilònia, Khana, País de la Mar i part d'Accàdia. Va succeir a Kurigalzu I, que probablement era el seu pare o el seu germà.
Es conserven cinc tauletes d'argila entre les Cartes d'Amarna amb correspondència entre aquest rei i el faraó Amenofis III, on es parla de possibles aliances matrimonials entre eles dues cases reials.
El va succeir Burnaburiaix II, probablement el seu fill.